# Zonen van Adam
Zonen van Adam is de weerslag van het project Genetische Genealogie in Nederland waarbij getracht wordt DNA-onderzoek en genealogie aan elkaar te verbinden.

## Geschiedenis
Ter gelegenheid van het 125-jarig bestaan van het Koninklijk Nederlandsch Genootschap voor Geslacht- en Wapenkunde in 2008, werd door een team bestaande uit genealoog Christoph ten Houte de Lange, genealoog, historicus en uitgever Leo (Ferydoun) Barjesteh van Waalwijk van Doorn, bioloog en schrijver Frans Plooij en bioloog en genealoog Toon van Gestel voor het genootschap in 2007 een project geïnitieerd dat tracht DNA-onderzoek en genealogie aan elkaar te verbinden. De idee erachter is om door DNA-onderzoek bij personen en door identificatie van zogenaamde haplogroepen een genealogisch verband te leggen tussen families dat op grond van louter archivistiek genealogisch onderzoek (nog) niet gelegd kan worden. Eind 2008 verscheen Zonen van Adam in Nederland, waarin verslag wordt gedaan van de onderzoeksresultaten waarbij 410 personen betrokken waren, die hun DNA-materiaal hadden afgestaan.

### Samenwerking
Aan het genetisch project werkten mee de Nederlandse Genealogische Vereniging en de Hollandse vereniging voor genealogie Ons Voorgeslacht. Vanaf 2012 is het onderzoek ondergebracht in de Stichting Genetische Genealogie in Nederland, die sinds 2013 samenwerkt met The Maastricht Forensic Institute. De werkzaamheden van de stichting zijn in 2017 ondergebracht in het Internationaal Museum voor Familiegeschiedenis te Eijsden.